# Operațiunea Moise
Operațiunea Moise (în ebraică : מִבְצָע מֹשֶׁה Mivța Moșe) a fost numele de cod (după personajul biblic Moise) al unei acțiuni secrete organizate de Israel în 1984, prin serviciul său secret Mosad, de ajutorare a circa 8.000 de evrei etiopieni să emigreze în Israel").

## Mersul evenimentelor
În perioada foametei din Etiopia (1984-1985) mii de musulmani, creștini și evrei din Etiopia și Sudan s-au refugiat în „lagăre de înfometați”. În perioada noiembrie 1984 și ianuarie 1985 au fost aduși pe cale aeriană, cu avioanele societății israeliene El Al, circa 8.000 de evrei etiopieni (falasha) din aceste lagăre în Israel. Transporturile aeriene secrete s-au făcut cu aprobarea tacită a Sudanului, stat musulman care se află - oficial - în stare de război cu Israelul. În drumul spre locurile de adunare, în lungul marș făcut pe jos, prin zone cu populație ostilă și înarmată au murit, din cauza bolilor, a foamei și a atacurilor banditești, câteva mii de refugiați.
După ce această acțiune secretă a ajuns să fie desvăluită în presă, lumea arabă a cerut oprirea transportului. Restul refugiaților din lagăr au fost evacuați ulterior de Israel prin „Operațiunea Joshua” și „Operațiunea Solomon”. 
După terminarea operațiunilor secrete, s-a constat că printre refugiați se găseau și alte grupări etnice, aceștia fiind duși înapoi în Sudan.
Se apreciază că până în 2007 au fost aduși în Israel ultimii 13.000 evrei etiopieni.

## Procesul de încetățenire în Israel
Absorbția „evreilor etiopieni” în Israel s-a dovedit a fi deosebit de dificilă:

### Problema iudaimului etiopian
Presupuși urmași ai reginei din Saba și ai regelui Solomon, păstrători ale unor datini specific iudaice, amestecate cu altele, fie, păgâne, fie, creșine-etoipiene, iudaismul lor a fost primit cu rezerve atât de instanțele rabinice cât și de populație. Sub presiunea liderilor politici laici s-a ajuns la o serie de compromisuri printre care, un proces simplificat, simbolic de reconvertire la iudaism. Evreii etiopieni s-au simțit jigniți de faptul că iudaismul lor, păstrat cu mari sacrificii din vechime, a fost reconsiderat, pus la îndoială, dar s-au conformat pentru a fi acceptați ca evrei de marea majoritate a israelienilor.

### Problema diferențelor culturale și de mentalitate
Decalajul dintre cultura tribală etiopiană (cu excepția celor originari din Addis Abeba) și cea israeliană au dus la confruntări și divergențe atât între vecini, elevi de școală și colegi la lucru, cât și între liderii etiopieni și oficialități. Tot eșafodajul tribal și familial etiopian a fost revoluționat. Foștii lideri, bătrânii, conducătorii spirituali s-au văzut deposedați de poziții, puși în umbră de tineretul mai adaptabil, cunoscător de limbă, trecut prin creuzetul de israelizare rapidă care este serviciul miltar Ți absolvenți de universitate - cu protecția și sponsorizarea masivă a oficialităților.

#### Problema școlarității
Evreii etiopieni se consideră a fi - aproape în totalitate - religioși, deci elevii de școală au pretis să fie admiși la instituțiile de învățământ religiose, unde au fost primiți cu răceală datorită aparteneței lor problematice la iudaism și a diferențelor în păstrarea perceptelor religioase. Aceste divergențe au fost exploatate de politicieni și presă, factori care au amplificat o situație destul de tensionată.

#### Scandalul donațiilor de sânge din 1996
Veniți din zone cu sanitație redusă evreii etiopieni au importat o serie de boli infecțioase care aveau o morbiditate redusă în Israel (enterite microbiene și virale, SIDA, parazitoze, etc.) sau fuseseră eradicate cu mulți ani în urmă (malaria, tuberculoza, etc.). Ministerul sănătății a creat o secție specială, cu materiale în limba etiopiană, cu scopul de tratament intensiv al bolilor tropicale și infecțioase, depistare, prevenire (vaccinări, etc.) și educație sanitară. 
Cu un spirit civic marcat, etiopienii au devenit donatori de sânge fervenți la punctele de colectare ale lui Maghen David Adom. Ziarul „Ma'ariv” a publicat în 1996 o anchetă conform căreia Banca centrală de sânge a lui Maghen David Adom „aruncă la gunoi toate porțiile de sânge prelevate de la etiopieni”. Rezultatul imediat a fost o amplă demonstrație de protest într-o piață centrală a Ierusalimului, soldată cu altercații cu forțele de ordine, polițiști și demonstranți răniți, etc. Ministerul sănătății a pornit o anchetă a cărei rezultat a provocat noi proteste și altercații.
Rezultatul anchetei publicate de ziarului „Ma'ariv” s-a dovedit a fi adevărat. Dilema Băncii centrale de sânge a fost următoarea: peste 10% din populația venită din Etiopia era sero-pozitivă la SIDA (HIV), comparativ cu o incidență de sub 1/10.000 la restul populației israeliene; din momentul infestării și până la declanșarea bolii există o lungă perioadă de latență în care testele serologice din vremea respectivă dădeau rezultate fals-negative deci, riscul de infestare cu SIDA era mult prea mare, porțiile de sânge recoltate de la etiopieni devenind nefolosibile. Prizele de sânge au fost - totuși - recoltate pentru a-i menaja, pentru a nu-i jigni pe acești donatori față de ei înșiși și față de ceilalți donatori de la punctul de colecție. 
Ca rezultat al acestui scandal, etiopianul care a declanșat cea de a doua demonstrație a fost ales membru al Kneset-ului (Parlamentul israelian), iar dr. Amnon Ben David, directorul lui Maghen David Adom a demisionat.

## Filme
Aceste evenimente istorice au fost transpuse pe ecran în 2005 de regizorul de origine română Radu Mihaileanu în filmul documentar Trăiește!, care a luat primul loc la Festivalul filmelor documentare de la Copenhaga în 2007.